# 호글렛
호글렛(본명: 김광협, 1999년 10월 8일 ~ )은 대한민국의 리그 오브 레전드 프로게이머로 포지션은 정글라이너이다. 아이디는 Hoglet이며 현재 리그 오브 레전드 재팬 리그의 AXIZ 소속이다.

## 선수 생활
2016년 1월, LCS 챌린저 시리즈의 드림 팀에서 프로 커리어를 시작했다.
2017시즌을 앞두고 APK 프린스에 입단했다. 호글렛은 2017시즌 주전으로 활약했다.
2018년 1월, 에버8 위너스에 입단했다.
2018년 6월, GC 부산 라이징 스타에 입단했다.
2019시즌을 앞두고 라틴 아메리카 리그의 올 나이츠에 입단했다.
2020시즌을 앞두고 AXIZ에 입단했다. 2020 스프링 시즌 팀의 포스트시즌 진출에 기여했다.

## 수상 내역
- 리그 오브 레전드 챌린저스 코리아 스프링 2018 준우승